# 第十二世達賴喇嘛
成烈嘉措（藏語：འཕྲིན་ལས་རྒྱ་མཚོ，威利转写：'phrin las rgya mtsho；1857年1月16日—1875年4月25日），藏傳佛教格魯派第十二世达赖喇嘛。
他是西藏娘布沃噶章细地方人，拉鲁·彭措才旺的儿子。在1858年正月十三在布达拉宫金瓶掣签，被确认为转世灵童，摄政热振活佛阿旺益西楚臣坚赞为他剃度，取法名成烈嘉措。暂居罗布林卡，1859年七月初三坐床为达赖喇嘛，一生处于重大的政治动乱和西藏与邻国（锡金、不丹）的战争中。1863年，八岁拜原甘丹赤巴罗桑钦绕旺觉为师，受沙弥戒。热振摄政和哲蚌寺僧人冲突，瞻对发生部落纠纷，他于1873年3月11日正式亲政，到色拉、哲蚌、甘丹三大寺及贡塘、德庆等寺朝佛，到圣母湖、曲科甲寺巡礼，转赴山南地区桑鸢、桑日、雅垅等地说法、修寺。1874年，返回拉萨，举行大招法会。
成烈嘉措于1875年4月25日神秘地生病而示寂于布达拉宫。九世至十二世達賴全都英年早逝的現象，引起了現代一些藏學家們的懷疑，認為他們可能都遭到班禪喇嘛的謀殺。